# Brungrön fältmätare
Brungrön fältmätare (Chloroclysta siterata) är en fjärilsart som beskrevs av Hüfnagel 1767. Brungrön fältmätare ingår i släktet Chloroclysta och familjen mätare. Arten är reproducerande i Sverige. Inga underarter finns listade i Catalogue of Life.

## Bildgalleri

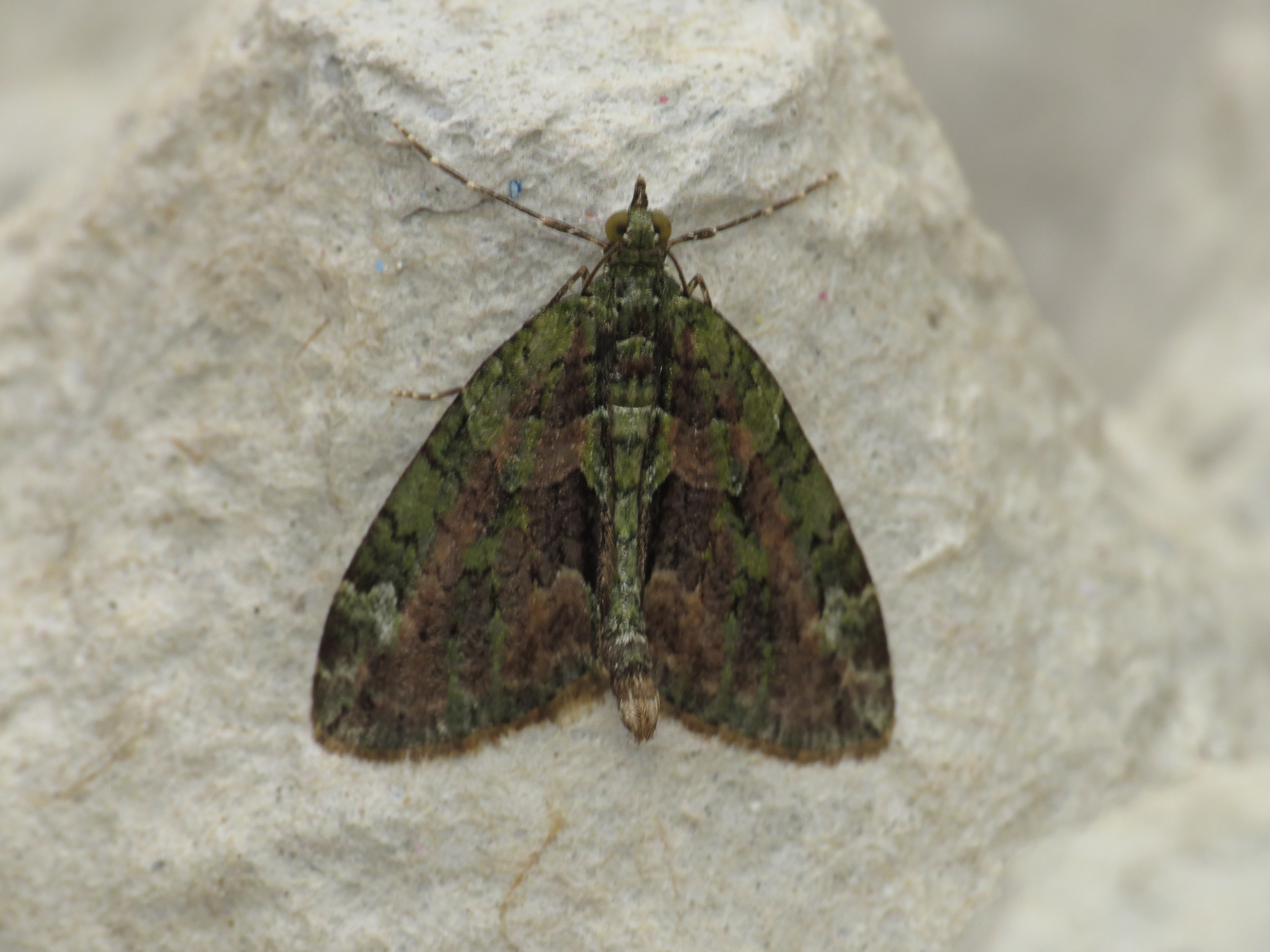
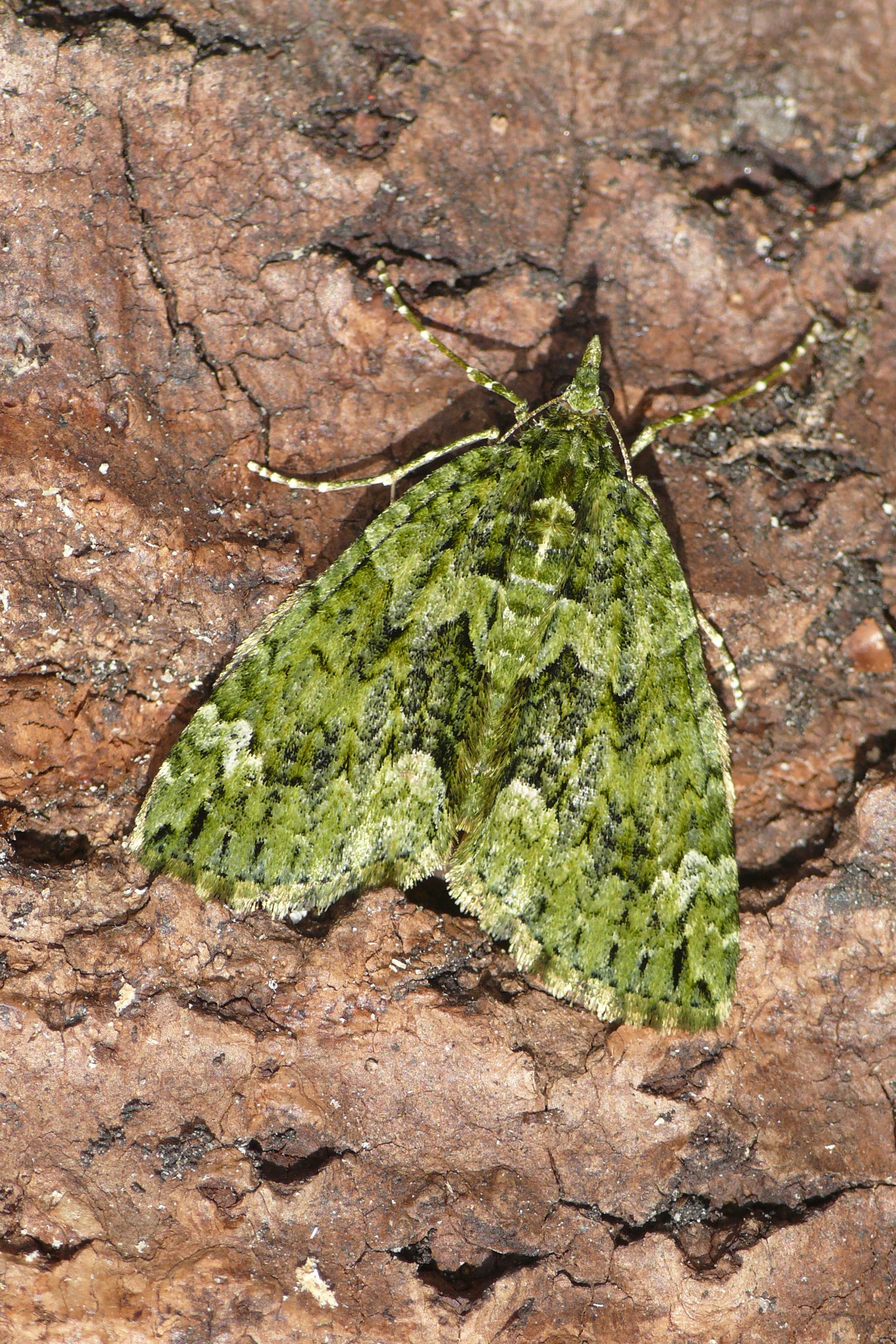
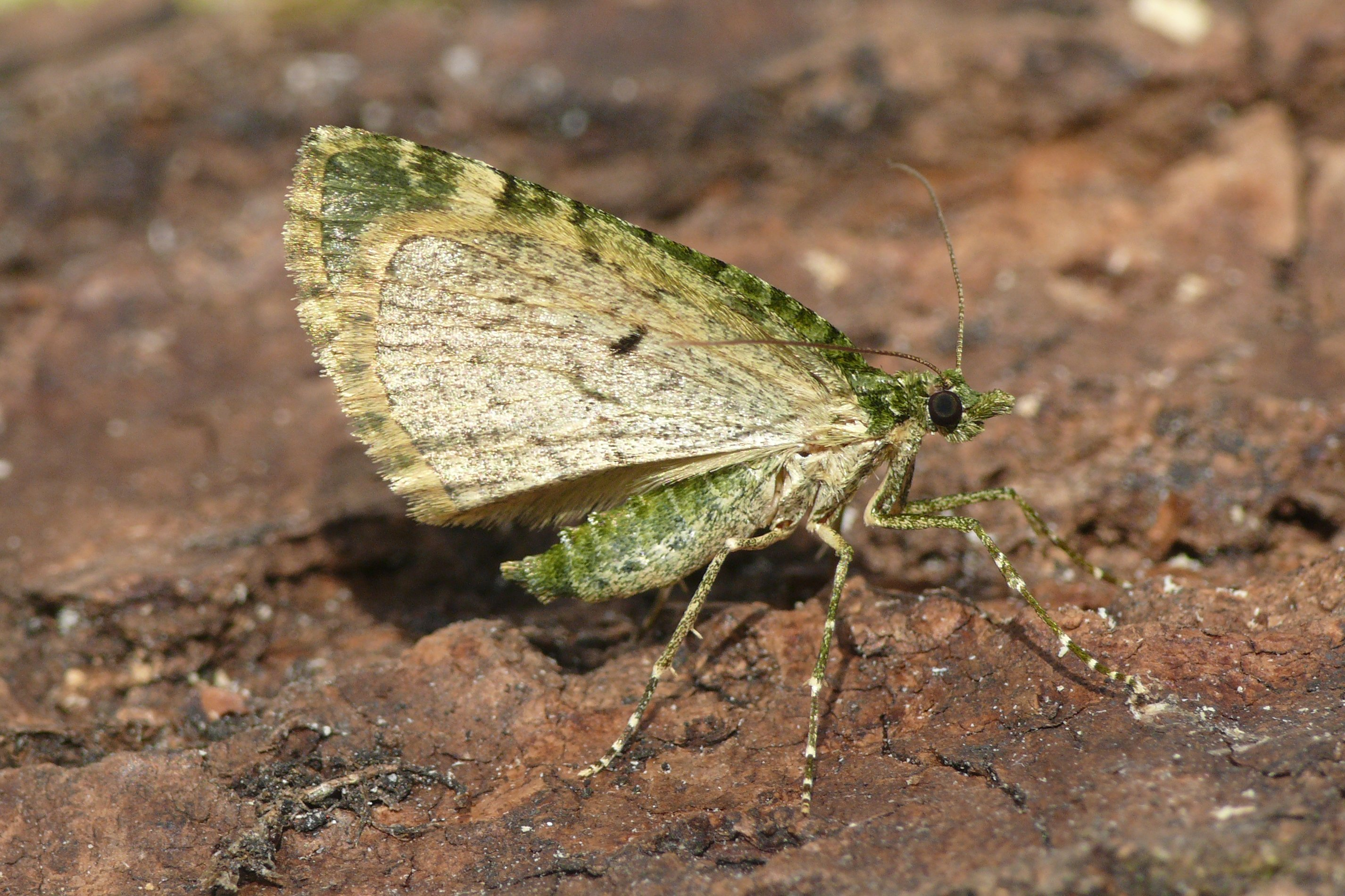
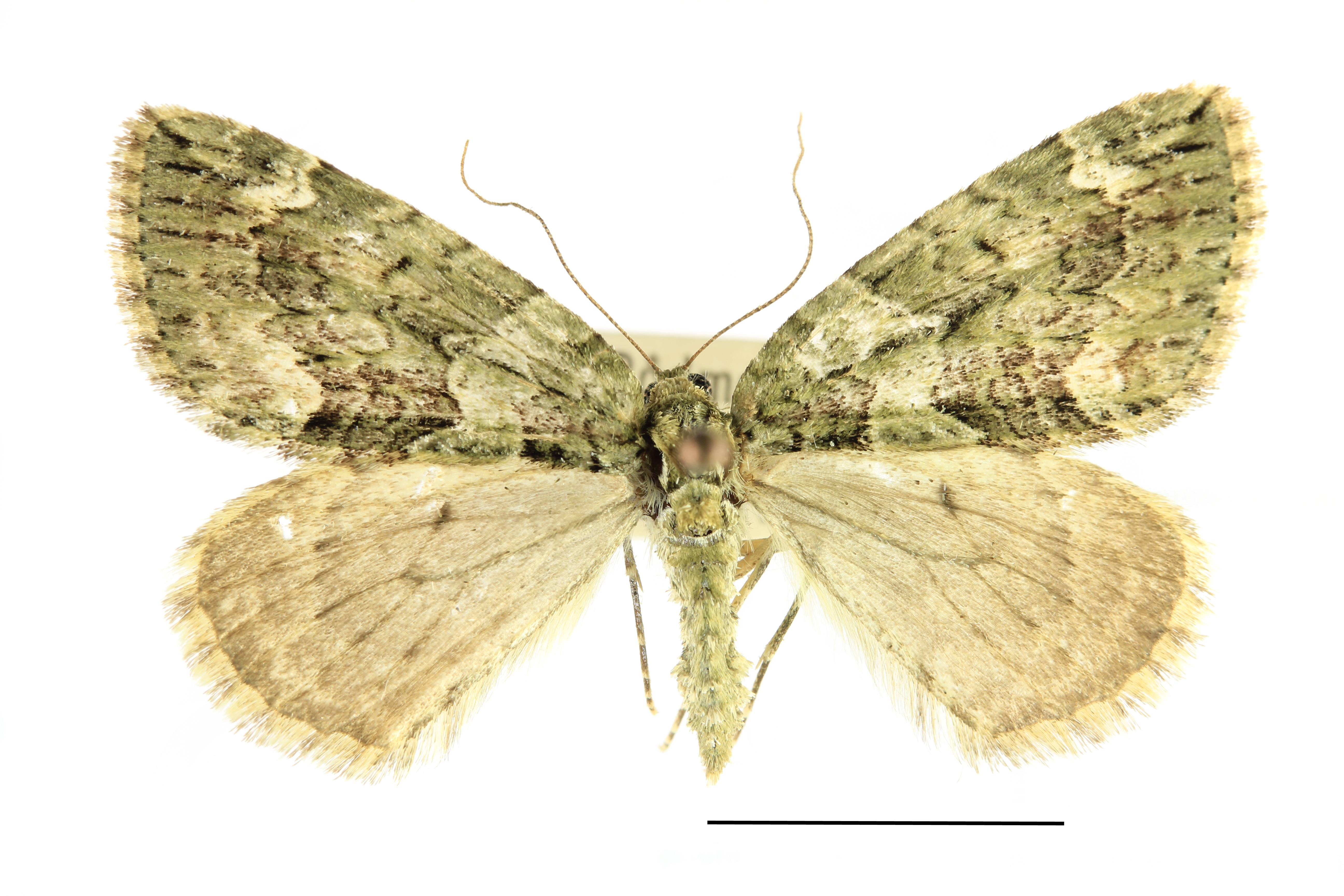